# Duddenhoe End
Duddenhoe End – wieś w Anglii, w hrabstwie Essex. Leży 40 km na północny zachód od miasta Chelmsford i 59 km na północ od Londynu.